# Audition (Time2Rock)
《Audition (Time2Rock)》은 2006년 12월 4일에 발매된 가수 윤하의 한국에서의 데뷔 음반이자 첫 디지털 싱글이다.
2007년에 발매된 1집 <고백하기 좋은 날>의 '비밀번호 486'을 통해 한국에서 유명해지면서 발매 당시에 관계자들에게만 배포되었던 이 싱글의 프로모션 CD가 온라인에서 고가에 거래되기도 하였으며, 이후 2008년에 팬미팅과 쇼케이스, 뮤직비디오 메이킹 영상들을 수록한 보너스 DVD를 첨부해 《The Gift》라는 이름으로 오프라인에서도 1만 장 한정으로 정식 발매되었다.

## 트랙리스트
| #  | 제목                                    | 작사   | 작곡   | 재생 시간 |
| -- | --------------------------------------- | ------ | ------ | --------- |
| 1. | 〈Audition (Time2Rock)〉                | 이숲   | 양경주 | 3:30      |
| 2. | 〈기다리다〉                            | 심재희 | 윤하   | 4:39      |
| 3. | 〈Audition (Time2Rock) (Instrumental)〉 |        |        | 3:30      |
| 4. | 〈기다리다 (Instrumental)〉             |        |        | 4:39      |